# 鉤状束
鉤状束（こうじょうそく、英: Uncinate fasciculus）は、大脳にある連合線維で、外側溝の下部を横切り、 前頭葉の脳回と側頭葉の前端を繋いでいる。